# Cochliostema
Cochliostema es un género de plantas con 2-3 especies perteneciente a la familia Commelinaceae. El género se distribuye desde el sur de Nicaragua hasta el sur de Ecuador.
Las dos especies son  Cochliostema velutinum R.W.Read y Cochliostema odoratissimum Lemaire. Cochliostema jacobianum es considerada parte de esta última especie. 

## Características
Es una planta herbácea en forma de roseta sin ramas, con hojas casi suculentas. En condiciones naturales la planta es epifita; sin embargo, se han encontrado plantas terrestres sobre o alrededor de árboles caídos sugiriendo que estas plantas han crecido epifitas. La especie Cochliostema odoratissimum, es una epifita grande. Esta especie alcanza el mayor tamaño de este género, con unas hojas que llegan a medir 1 metro de longitud; algunas plantas alcanzan 2 metros de altura. En su hábito se asemeja a algunas bromelias.
Las flores crecen en grandes conjuntos, siendo los más grandes, fragantes y complejos de la familia. Consisten en 3 sépalos, 3 pétalos azules o azul violeta, 3 estambres fusionados por su filamentos en la parte superior de la flor y 3 carpelos fusionados.

## Taxonomía
El género fue descrito por Charles Lemaire y publicado en L'illustration horticole 6: Misc. 70. 1859. La especie tipo es: Cochliostema odoratissimum Lem.

## Especies aceptadas
A continuación se brinda un listado de las especies del género Cochliostema aceptadas hasta noviembre de 2013, ordenadas alfabéticamente. Para cada una se indica el nombre binomial seguido del autor, abreviado según las convenciones y usos.
- Cochliostema odoratissimum Lem.
- Cochliostema velutinum Read